# 康斯坦丁·佩茨
康斯坦丁·佩茨（1874年2月21日—1956年1月18日）是爱沙尼亚的政治家，1938年至1940年担任该国总统。

## 生平
帕茨是独立民主爱沙尼亚共和国最有影响力的政治家之一，在第二次世界大战前的二十年里，他还五次担任该国总理。1940年6月16日至17日苏联入侵和佔領波羅的海國家后，帕茨总统正式任职一个多月，直到他被迫辞职，被新斯大林主义政权监禁，并被驱逐到苏联，并于1956年去世。帕茨是第一批活跃于政坛的爱沙尼亚人之一，随后他与贾恩·托尼森展开了一场著名的、长达近四十年的政治竞争—首先是通过他的报纸《Teataja》的新闻业，后来又通过政治。 尽管帕茨在1905年俄国革命期间被判处死刑（缺席审判），但他得以逃亡国外，先是瑞士，然后到芬兰，在那里继续他的文学工作。他返回爱沙尼亚（当时是俄罗斯帝国的一部分），并于 1910年至1911年间在监狱服刑。
1917年二月革命后，帕茨领导了新成立的爱沙尼亚自治省的省政府，该省在1917年11月布爾什維克政變后被迫转入地下。1918年2月19日，帕茨成为爱沙尼亚三名成员之一；救世委员会于1918年2月24日发布了《爱沙尼亚独立宣言》。他领导愛沙尼亞臨時政府（1918-1919年），尽管他也在1918年被德佔政權监禁了几个月。在临时政府中，帕茨还曾任职担任内政部长（1918年）和战争部长（1918-1919年），这使他负责组织爱沙尼亚军队参加獨立戰爭，抵抗苏联红军入侵。 在1920年代和1930年代初，帕茨领导了当时较为著名的右翼政党之一保守的農民大會黨，该政党最终于1932年并入另一个政党——定居者和小農聯盟。帕茨是众议院议长。议会（1922-1923年），并五次担任國家長老，这一职位相当于爱沙尼亚激进议会制的總統（1921-1922年、1923-1924年、1931-1932年、1932-1933年和1933-1934）。在担任長老的最后一个任期内，他组织了一场自我政变，以压制右翼民粹主義的瓦伊斯運動。 他得到了军队和议会的支持。 1934年至1938年的“沉默时代”期间，进行了许多改革，经济增长，但他推迟了宪政秩序的恢复。在爱沙尼亚国防军司令约翰·拉伊多内将军的大力支持下，帕茨担任总理，履行国家长老 (1934-1937) 和摄政总统 (1937-1938) 的职责，直至1938年通过新宪法 ，之后帕茨当选为爱沙尼亚首任总统。他担任总统期间，斯大林主义下的苏联于1940年6月入侵并占领了爱沙尼亚。作为总统，他被迫签署了一个多月的法令，直到被捕并被驱逐到苏联，1942年，他被安置在喀山監獄精神病醫院，并于1956逝世。

## 荣誉

### 爱沙尼亚勋章奖章
- 一等一级自由十字奖章（英语：Cross of Liberty (Estonia)）（1920年2月23日[2]）
- 三等一级自由十字奖章（英语：Cross of Liberty (Estonia)）（1920年12月14日[3]）
- 三等爱沙尼亚红十字勋章（1938年4月24日[4]）
- 一等一级爱沙尼亚红十字勋章（1938年4月24日[5]）
- 一等雄鹰十字勋章（1929年2月14日[6]）
- 特种大绶国徽勋章（1938年4月24日[7]）
- 白星勋章颈饰（英语：Order of the National Coat of Arms）（1938年4月24日[8]）
- 国徽勋章颈饰（英语：Order of the National Coat of Arms）（1938年4月24日[9]）